# 谷口香嶠
谷口 香嶠（たにぐち こうきょう、元治元年8月16日（1864年9月16日） - 大正4年（1915年）11月9日）は明治時代から大正時代の日本画家。
幸野楳嶺の弟子で、菊池芳文、竹内栖鳳、都路華香とともに楳嶺門下の四天王と呼ばれた。

## 来歴
京都宮川筋五丁目（現・東山区）で、辻久二郎と縫子夫妻三男一女のうち2子として生まれる。旧姓は辻、本名は雅秀。幼名は槌之助。別号は多く、後素斎、羅浮山人、藤原雅秀など。実家は日根野の豪商で、代々木綿問屋を生業にしていた。明治4年（1871年）伏見区宝塔寺内自得院主・小林三光に預けられ、漢籍を中心とした教育を受ける。明治11年（1878年）東京に出て医学を学ぶが、翌年生家に戻り家業を手伝いながら、『芥子園画伝』や『漢画早学』で絵を独学する。明治15年（1882年）頃、谷口家の養嗣子となる。
明治16年（1883年）8月に京都の幸野楳嶺に入門し、翌年2月に京都府画学校北宗画科に入学。その傍ら、三国幽眠に漢籍を学ぶ。明治21年（1888年）九鬼隆一の古社寺宝物取調べに参加し、多くの古画に接したことで本格的に古画の研究と模写に取り組むようになる。更に清水六兵衛宅に寄寓して陶画を学び、工芸図案への関心も芽生える。明治21年（1888年）『美術叢誌』刊行に尽力。明治23年（1890年）第3回内国勧業博覧会で「雪の佐野荘(鉢木)」で三等妙技賞。翌24年（1891年）京都私立日本青年絵画共進会で「経政遇怪」で2等3席。同年、田中治兵衛が出版した『工芸図鑑 一』の挿絵を手掛け、著書『光琳画譜』を刊行する。明治26年（1893年）には京都美術学校教諭となり、翌年改称された京都市美術工芸学校の教諭に就任した。明治28年（1895年）の第4回内国勧業博覧会において「拈華微笑」が3等1席を得る。同年、竹内栖鳳、菊池芳文、山元春挙と共に『雍府画帖』を出版する。
明治33年（1900年）のパリ万国博覧会に出品した「驟雨」が銅牌を受賞、これ以降、多くの博覧会や共進会において受賞をかさねている。明治35年（1902年）から翌年にかけてトリノ万国装飾博覧会視察の視察のため赴いている。明治40年（1907年）に開催された第1回文展には「山嫗（残月山姥図）」を出品3等賞を得て（その後清水寺に奉納）、第4回・第5回文展では審査員を務めている。明治42年（1909年）から同45年（1912年まで）京都市立絵画専門学校の教授となり、退官後も亡くなるまで嘱託教授を勤め多くの後進を育てている。しかし、渡欧中に肺を患い、晩年は病気がちだった。墓は深草の宝塔寺。
香嶠はなかでも有職故実に長けており、京都では数少ない歴史画の第一人者として認められる存在だった。一方で、粉本を模写するだけの空虚な伝統を批判し、西洋の緻密な描法を取り入れ写実を重んじ、工芸図案家としても優れる。弟子に猪飼嘯谷、野長瀬晩花、伊藤小坡、津田青楓、水越松南など。

## 作品
| 作品名                   | 技法         | 形状・員数 | 寸法（縦x横cm）                        | 所有者                                                           | 年代                 | 出品展覧会          | 落款・印章                                            | 備考           |
| ------------------------ | ------------ | ---------- | -------------------------------------- | ---------------------------------------------------------------- | -------------------- | ------------------- | ----------------------------------------------------- | -------------- |
| 賊兵襲多治見国長邸図     | 絹本著色     | 1幅        | 127.0x78.0                             | 敦賀市立博物館                                                   | 1892年（明治25年）   | 京都市博覧会2等賞   | 款記「香嶠藤雅秀繪」/「雅秀」朱文鼎印                 |                |
| 小袖幕之図繻珍壁掛下絵   | 絹本著色     | 二曲一隻   |                                        | 西陣織会館                                                       | 1894年（明治27年）   |                     |                                                       |                |
| 拈華微笑                 | 絹本著色     | 双幅       | 127.3x55.8（各）                       | 京都国立近代美術館                                               | 1895年（明治28年）   | 第4回内国勧業博覧会 |                                                       |                |
| 屈原図                   | 絹本著色     | 1幅        | 158.0x87.6                             | 練馬区立美術館                                                   | 1898年（明治31年）   | 第4回古美術品展覧会 |                                                       |                |
| 忠明精技図               | 絹本著色     | 1幅        | 110.8x42.6                             | グリフィス＆パトリシア・ウェイコレクション（シアトル美術館寄託） | 1899年（明治32年）   |                     | 款記「己亥仲春春香嶠藤原雅秀繪」/「雅秀之印」朱文方印 |                |
| 養老孝子                 | 絹本著色     | 1幅        | 142.5x71.7                             | 京都府（京都文化博物館管理）                                     | 1899年（明治32年）   |                     |                                                       |                |
| 巴御前女奮闘図           | 絹本著色     | 1幅        | 119.0x41.4                             | 白澤庵コレクション                                               | 1900年（明治33年）頃 |                     | 款記「香嶠畫之」/「雅秀私印」朱文方印                 |                |
| 残月山姥図               | 絹本著色     |            | 187.5x112.3                            | 清水寺                                                           | 1907年（明治40年）   | 第1回文展           |                                                       |                |
| 晩桜散花図               | 紙本著色     | 襖10面     | 4面：169.5x92 4面：160.5x92 2面：72x43 | 寂光院                                                           | 1909年（明治42年）   |                     |                                                       |                |
| 若竹図                   | 金地著色     | 六曲一双   | 106x258（各）                          | 海の見える杜美術館                                               | 1909年（明治42年）頃 |                     |                                                       |                |
| 公助受父笞図             | 絹本著色     | 1幅        | 約257x190                              | 京都市学校歴史博物館                                             | 明治期               |                     | 款記「香嶠畫之」                                      |                |
| 公助受父笞図             | 絹本著色     | 1幅        | 114.0x50.4                             | 敦賀市立博物館                                                   |                      |                     | 款記「香嶠畫之」/「雅秀私印」朱文方印                 |                |
| 春秋草花図               | 絹本裏金著色 | 二曲一双   | 135.2x124.2                            | 敦賀市立博物館                                                   |                      |                     | 款記「香嶠畫之」/「雅秀」朱文方印                     | 琳派風の草花図 |
| 雲母坂春宵・板敷山秋晩図 | 絹本著色     | 双幅       | 108.0x40.7                             | 京都国立近代美術館                                               | 1913年（大正2年）    |                     |                                                       |                |
| 資朝門東寺避雨図         | 絹本著色     | 1面        | 112.0x72.2                             | 京都国立近代美術館                                               | 1914年（大正3年）    |                     |                                                       |                |
| 豊公許婚儀図             | 絹本著色     | 1幅        | 115.3x50.5                             | 京都市美術館                                                     | 大正期               |                     |                                                       |                |
| 出町柳農婦図             | 絹本著色     | 1幅        | 128.0x51.0                             | 京都府（京都文化博物館管理）                                     |                      |                     |                                                       |                |
| 實方花下避雨図           | 紙本著色     | 1幅        | 124.0x56.5                             | 京都市美術館                                                     |                      |                     |                                                       |                |
| 七夕小町踊図             | 絹本著色     | 1幅        | 139.8x71.3                             | 藤田美術館                                                       | 20世紀（明治時代）   |                     | 款記「香嶠畫之」/朱文円印                             |                |
| 和気清麻呂肖像           |              |            |                                        | 和気町歴史民俗資料館                                             |                      |                     | 款記「香嶠秀欽首（？）之」/雅秀之印」朱文方印         |                |
| 清少納言図               | 絹本著色     | 1幅        | 120.0x44.5                             | 佐久市立近代美術館                                               | 制作時期不明         |                     |                                                       |                |

木版画
- 「白鷺の精」 ホノルル美術館所蔵　佐藤章太郎版　1918年